# Северная зона ПВО
Северная зона ПВО — оперативное объединение войск ПВО СССР накануне и во время Великой Отечественной войны осуществлявшее оборону войск и важных административно-политических и промышленных центров, расположенных в границах Ленинградского и Архангельского военных округов.

## История формирования и боевой путь
Северная зона ПВО была образована Приказом НКО № 0015 от 14 февраля 1941 года.
Состав зоны:
- 2-й корпус ПВО (командир генерал-майор Процветкин М. М., начальник штаба полковник Добрянский В. М.), прикрывавший Ленинград[3];
- Мурманский бригадный район ПВО (командующий полковник Курочкин А. Н., начальник штаба капитан Бабицкий С. Г.), прикрывавший Мурманск и объекты Мурманской железной дороги;
- Архангельский бригадный район ПВО,
- Петрозаводский бригадный район ПВО (командующий полковник Сорокин И. А., начальник штаба майор Томсон Н. Э.), прикрывал Петрозаводск и северо-восточные подступы к Ленинграду;
- Выборгский бригадный район ПВО (командующий майор Борухин И. Н., начальник штаба майор Караваев Н. С.), прикрывал Выборг и северо-западные подступы к Ленинграду;
- Свирский бригадный район ПВО (командующий полковник Ломинский Ф. А., начальник штаба майор Даньшин И. М.), защищавший Свирскую ГЭС и юго-восточные подступы к Ленинграду;
- Лужский бригадный район ПВО (командующий генерал-майор артиллерии Прохоров С. Е., начальник штаба полковник Макашутин А. С.), прикрывавший Лугу и южные подступы к Ленинграду.

На 22 июня 1941 года на вооружении зоны ПВО имелось 633 зенитных орудия среднего калибра, 132 малокалиберных зенитных орудия, 155 зенитных пулемётов, 551 прожектор. Также имелось в оперативном подчинении 388 истребителей 7 истребительного авиакорпуса. По штату полагалось иметь 648 аэростатов заграждения. В августе 1941 года управление Северной зоной ПВО было расформировано, а соединения и части подчинены непосредственно командованию Северного фронта.

## Командование
Командующий зоной ПВО
- генерал-майор артиллерии Крюков Филипп Яковлевич[1], с 28.05.1941 по 23.07.1941 г[3]

Начальник штаба
- полковник К. Н. Чумак

## Штаб зоны
- город Ленинград[6]

## Период нахождения в действующей армии
Северная зона ПВО в действующей армии находилась:
- с 22 июня по 20 ноября 1941 года.

## Документы и ссылки
- Боевое донесение № 1 штаба Северной зоны ПВО на 8:00 23.6.41